# Emblème de l'Ouzbékistan
L'emblème de la république d'Ouzbékistan a été adopté le 2 juillet 1992. Il est similaire à celui arboré précédemment par la république socialiste soviétique d'Ouzbékistan. Comme d’autres républiques post-soviétiques dont les symboles ne sont pas antérieurs à la révolution d’Octobre, l’emblème actuel conserve certaines composantes de celui soviétique. Avant 1992, l’Ouzbékistan avait un emblème semblable à ceux de toutes les autres républiques soviétiques.
Il est surmonté de l'étoile tartésique à huit pointes. L'oiseau est un Khumo, un symbole de joie, d'amour et de liberté (c'est l'équivalent du Homa persan). L'importance de l'agriculture est représenté par des épis de blé et de coton qui constituent les supportants du blason ; un parchemin qui reproduit les couleurs du drapeau national, où l'on peut lire le nom du pays en ouzbek.
Les deux rivières derrière l'oiseau, sortant des montagnes représentent l'Amou-Daria et le Syr-Daria.